# Aristolochia goliathiana
Aristolochia goliathiana är en piprankeväxtart som beskrevs av Michael J. Parsons. Aristolochia goliathiana ingår i släktet piprankor, och familjen piprankeväxter. Inga underarter finns listade i Catalogue of Life.